# Heather Wheeler
Heather Kay Wheeler (née le 14 mai 1959) est une femme politique britannique du parti Conservateur, qui est députée pour le South Derbyshire de 2010 à 2024.

## Carrière locale
Wheeler, née Wilkinson, est née à Norwich le 14 mai 1959. Elle suit des études à Wandsworth et est élue au conseil de district de Wandsworth à Londres à l'âge de 22 ans en mai 1982. Après avoir fait un mandat, elle épouse son mari, Bob, déménageant en 1986 à Bretby, sud Derbyshire.
Après avoir travaillé pour la Lloyds, des courtiers d'assurance pendant 10 ans, elle rejoint Le Chartered Insurance Institute en tant qu'associée.
Elle est élue pour la première fois au conseil de district de South Derbyshire en 1995. Elle devient leader du groupe Conservateur au conseil et est Leader du Conseil entre 2007 et 2010. Elle est à nouveau élue en tant que conseiller pour le district de Repton jusqu'en 2011. Sa fille Harriet ne réussit pas à se faire élire dans le district de Swadlincote en 2011 alors que son mari Bob défend avec succès son siège à Linton et la remplace comme chef de file au conseil.

## Carrière parlementaire
Wheeler se présente sans succès, en 2001 et 2005 comme candidat du parti à Coventry Sud. Elle est sélectionnée pour la circonscription de Sud Derbyshire en 2010, et gagne le siège avec une majorité de 7 128 voix sur les travaillistes. À la suite de son élection en tant que députée elle démissionne de son mandat local. Elle est réélue en 2015 et 2017,.
À la Chambre des Communes elle est membre de la commission Normes et Privilèges de la Commission Européenne, du comité des Communautés et le Gouvernement Local. Elle est également membre de la commission sur le projet de Loi Public ainsi que celle sur la réforme de la Défense en 2014.
Wheeler est l'une des 79 députés conservateurs qui soutiennent en 2011 la motion appelant à un référendum sur l'Union Européenne. Elle rejoint en 2013 les rebelles exprimant le regret que le référendum ne soit pas dans les projets du gouvernement. Elle fait campagne en faveur du Brexit.
En janvier 2018, Wheeler est nommée Sous-Secrétaire d'État au Ministère du Logement, des Communautés et du Gouvernement Local, avec la responsabilité des sans-abris. De 2019 à 2020, elle est Sous-secrétaire d'État parlementaire à l'Asie et au Pacifique.
A l'issue des élections générales britanniques de 2024, elle perd son poste au profit de la représentante du Parti travailliste Samantha Niblett.